# 게센정
게센정(気仙町)은 1954년까지 이와테현 게센군에 존재했던 정이다. 현재의리쿠젠타카타시 게센초에 해당한다.

## 역사
중심부의 이마이즈미 지구는 게센 강에 위치한 정이다. 1591년 다테 마사무네의 소령이 되었고, 에도 시대에는 센다이 번에 의해 통치되는 게센군 행정의 중심이었다. 
하마 가도나 이마이즈미 가도의 교차로에 해당하는 교통의 요충지로써 번창해 왔었다. 요시다 가문에 지어졌던 저택의 혼적이 있었고 메이지 시대 이후에도 남아있었지만 
2011년 3월 11일에 발생한 동일본 대지진에 의한 해일 재해 에 의해 거의 모든 가옥이 전파 상태가 되었다. 8월에는 수레끼리 부딪히는 싸움칠석축제가 열린다. 
고지대에 차밭이 펼쳐져 신선차라고 불리는 차가 제조되고 있다.
- 1889년 4월 1일 - 정촌제 시행과 함께 게센 촌을 단독으로 촌제를 시행하였다.
- 1926년 11월 1일 - 정으로 승격해 게센정이 되었다.
- 1955년 1월 1일 - 다카타정, 히로타정, 오토모촌, 다케코마촌, 요코타촌, 야하기촌, 요네사키촌과 합병해 리쿠젠타카타시가 되었다.